# Alain de Dinan
Alain de Dinan, auch Alain de Vitré genannt (* um 1155; † 1197), war ein bretonischer Ritter, der als Gegner des englischen Königs Richard Löwenherz bekannt wurde.
Alain war ein Sohn des Sire Robert III. von Vitré und der Emma von Dinan. Während sein älterer Bruder, André II., das väterliche Erbe antrat, erbte Alain von seinem Onkel mütterlicherseits die Burg von Dinan. Seine Schwester Eleonore war mit William, 2. Earl of Salisbury, verheiratet.
Alain war, wie fast alle Barone der Bretagne, ein Feind des Hauses Plantagenet und wehrte sich gegen die Zugehörigkeit des Herzogtums zu deren Herrschaftsgebiet, dem sogenannten angevinischen Reich. Durch den Tod des Herzogs Gottfried II. (1186) konnte sich, unter der Regentschaft von dessen Witwe Konstanze, die Bretagne tatsächlich von der Oberherrschaft der Plantagenets lösen. Im April 1196 versuchte Richard Löwenherz die Kontrolle über die Bretagne zurückzugewinnen, indem er mit einem Söldnerheer in das Land einfiel, um sich der Person des unmündigen Herzogs Arthur I., der auch sein designierter Erbe war, zu bemächtigen. Herzogin Konstanze aber brachte ihren Sohn in die Burg von Brest in Sicherheit, worauf Richard das Land verwüstete. Alain stellte in seiner Funktion als herzoglicher Seneschall ein Heer der bretonischen Barone auf und überraschte Richard in der Nähe von Carhaix. In einem hart geführten Kampf siegten die Bretonen, Richard verlor angeblich mehr als 6.000 Krieger.
Herzogin Konstanze kam zur Erkenntnis, das Herzog Arthur nur am Hof des französischen Königs Philipp II. vor Richard Löwenherz sicher sei. Alain begleitete den jungen Herzog bei seiner Reise nach Paris und schloss sich mit anderen bretonischen Rittern dem königlichen Heer an. Im Juni 1196 eroberten sie die Burg Nonancourt und begannen die Belagerung der Burg Aumale, die Richard durch einen Entsatz retten wollte. Im anschließenden Gefecht konnte Alain in einem persönlichen Zweikampf Richard Löwenherz mit der Lanze aus dem Sattel heben, eine Gefangennahme scheiterte aber. Dennoch brachte diese Waffentat den Sieg, nachdem sich Richard zurückziehen musste; die Besatzung von Aumale ergab sich wenig später und händigte die Burg aus. Alain starb im Jahr darauf.
Er war verheiratet mit Clementia von Fougères (Haus Fougères), mit der er eine Erbtochter hatte:
- Gervaise († um 1235/41)
  - ⚭ nach 1197 mit Juhel III. von Mayenne (Haus Mayenne)
  - ⚭ um 1220 mit Gottfried I., Vizegraf von Rohan (Haus Rohan)
  - ⚭ um 1222 mit Richard Marshal, 3. Earl of Pembroke († 1234) (Haus Marshal)

Seine Witwe heiratete später Ranulph de Blondeville, 4. Earl of Chester, den Exehemann der Herzogin Konstanze.

## Fußnote
1. ↑  Guillaume le Breton: Philippéde, Seite 150

| Personendaten    | Personendaten                           |
| ---------------- | --------------------------------------- |
| NAME             | Alain de Dinan                          |
| ALTERNATIVNAMEN  | Alain de Vitré                          |
| KURZBESCHREIBUNG | Seneschall der Bretagne, Herr von Dinan |
| GEBURTSDATUM     | um 1155                                 |
| STERBEDATUM      | 1197                                    |